# Малком Еджума
Малком Еджума (фр. Malcom Edjouma, нар. 8 жовтня 1996, Тулуза) — французький футболіст марокканського походження, півзахисник румунського клубу «Стяуа».
Виступав також за клуби «Лор'ян», «Стяуа» та «Барі».

## Ігрова кар'єра
Народився 8 жовтня 1996 року в місті Тулуза.
У дорослому футболі дебютував 2013 року виступами за команду «Бальма», в якій провів один сезон, взявши участь у 7 матчах чемпіонату. 
Згодом з 2015 по 2018 рік грав у складі команд «Шатору», «Бельфорт» та «Конкарно».
Своєю грою за останню команду привернув увагу представників тренерського штабу клубу «Лор'ян», до складу якого приєднався 2018 року. Відіграв за команду з Лор'яна наступний сезон своєї ігрової кар'єри.
Протягом 2019—2022 років захищав кольори клубів «Ред Стар», «Шамблі», «Вііторул», «Руселаре» та «Ботошані».
У 2022 році уклав контракт з клубом «Стяуа», у складі якого провів наступний рік своєї кар'єри гравця. Більшість часу, проведеного у складі «Стяуа», був основним гравцем команди.
З 2023 року один сезон захищав кольори клубу «Барі» як орендований гравець. Граючи у складі «Барі» також здебільшого виходив на поле в основному складі команди.
До складу клубу «Стяуа» приєднався 2024 року. Станом на 25 листопада 2024 року відіграв за бухарестську команду 13 матчів в національному чемпіонаті.

## Титули і досягнення
ФКСБ
- Володар Суперкубка Румунії (1): 2024
- Чемпіон Румунії (1): 2024-25